# نادرآباد (آشتیان)
نادرآباد یا نَدْرآباد، روستایی از توابع بخش مرکزی شهرستان آشتیان در استان مرکزی ایران است.

## جمعیت
این روستا در دهستان گرکان قرار دارد و براساس سرشماری مرکز آمار ایران در سال ۱۳۹۵، جمعیت آن ۱۹۴ نفر (۵۵ خانوار)، شامل ۱۰۲ مرد و ۹۲ زن بوده‌است. از جمعیت این روستا، مانند خیلی از روستاهای اطراف آشتیان، کاسته شده‌است.این ده ماه هاست آب لوله‌کشی و برق و گاز دارد.

## نام
به گفتهٔ سالمندان محلی، نام قدیم ده عزیزآباد بوده‌است. نادر شاه افشار در ابتدای امر شکست می‌خورَد. شبی اطراف این ده بود. دختری روستایی به او گفت: برای آنکه پیروز شوی در جلوی سپاه خود قرار بگیر. نادر به دختر گفت: من این کار را می‌کنم. اگر پیروز شدم این ده را آباد می‌کنم، و اگر شکست خوردم این ده را ویران خواهم کرد. نادر پیروز می‌شود و ده را آباد می‌کند و نام ده به نادرآباد یا در زبان محلی‌ها نَدْرآباد تغییر می‌یابد. هرچند این گفته‌ها اثبات نشده‌است، اما در ده یک مسجد چند صد ساله هست که نمایانگر قدمت آن است.